# جريج رانجيتسينج
غريغوري نيكولاس رانجيتسينغ ولد 18 يوليو 1993وهو لاعب كرة قدم محترف يلعب كحارس مرمى لنادي تورونتو إف سي في الدوري الأمريكي لكرة القدم . ولد في كندا،
أمضى رانجيتسينغ أربع سنوات في جامعة ميرسر قبل أن ينضم إلى مدينة لويزفيل في مارس 2015. في اوت 2016، أصبح أول لاعب من لويزفيل يتم استدعاؤه للعب الدولي الامريكي لكرة القدم